# Natalja Iljinitschna Dubowa
Natalja Iljinitschna Dubowa (russisch Наталья Ильинична Дубова; * 31. März 1948 in Moskau, Sowjetunion) ist eine russische Eiskunstlauftrainerin.
Zusammen mit Wladimir Pawlichin gewann sie bei den sowjetischen Meisterschaften 1965 als Natalja Bach die Bronzemedaille im Eistanz. 1969 begann sie in der Sokolniki Arena in Moskau als Trainerin zu arbeiten. Im September 1992 ging sie in die USA und wirkte als Trainerin in Lake Placid, New York und in Stamford, Connecticut.
Dubowa trainierte die folgenden Eistanzpaare:
- Marina Klimowa und Sergei Ponomarenko (von 1979 bis 1991)[3]
- Maja Ussowa und Alexander Schulin (von 1980 bis 1994)
- Oxana Grischtschuk und Jewgeni Platow (von 1989 bis 1992)
- Tatjana Nawka und Samwel Gesaljan
- Galit Chait und Sergei Sachnowski
- Shae-Lynn Bourne und Victor Kraatz

In der Saison 2001/02 arbeitete sie als Beraterin für Marina Anissina und Gwendal Peizerat.
Dubowa traf ihren Ehemann Semjon Belits-Geiman, einen olympischen Medaillengewinner im Schwimmen, als er zu einem ihrer Wettbewerbe als Sportreporter kam.